# Regesta Imperii

Les Regesta Imperii sont une collection de documents fondamentaux pour l'histoire allemande et européenne : le projet commencé au XIXe siècle est encore continué par l'Académie autrichienne des sciences et l'Académie des sciences et des lettres de Mayence.

## Description
Il s'agit d'un inventaire par ordre chronologique de toutes les sources documentaires et historiographiques sur les rois allemands de Rome, depuis les Carolingiens jusqu'à Maximilien Ier, ainsi que sur les papes du haut Moyen Âge. Les sources sont collectées et triées de façon à présenter une reproduction exacte de la forme et du contenu des documents et des informations historiographiques dans une version abrégée. Ce ne sont donc pas des éditions critiques, mais un moyen simple d'accéder à ces documents.

## Histoire
Le projet a été fondé par Johann Friedrich Böhmer, bibliothécaire de la ville de Francfort : il commence en 1829 à recueillir les sources sur les empereurs et les rois allemands. À l'origine conçu comme un travail préliminaire à l'éditions des sources dans la collection Monumenta Germaniae Historica, les Regesta Imperii ont pris une ampleur telle qu'ils sont devenus une œuvre autonome. Bien que la forme de courtes notices (Kurzregeste) soit préférée dans les éditions de sources documentaires, les Regesta Imperii se sont développés sous la forme de notices complètes (Vollregeste). Les volumes plus anciens ne présentent les sources que sur les rois et les empereurs allemands. Les volumes plus récents présentent aussi des documents et des chroniques d'autres institutions ou acteurs qui peuvent cependant contribuer à l'histoire du Saint Empire.
Pour Louis IV de Bavière, Frédéric III ou Venceslas de Luxembourg l'abondance du matériel n'a pas permis d'y ajouter l'évaluation historiographique des sources. Pour Maximilien Ier n'a été travaillée qu'une sélection correspondant à peu près à un cinquième du matériau total.

## Ramifications du projet
Dans ce projet s'inscrit la base de données de littérature RI-Opac (Regesta Imperii), qui contenait en septembre 2014 environ 1,8 million d'entrées de titres relatifs à l'histoire médiévale de l'ensemble de l'espace européen.
La majorité des volumes publiés sont numérisés.
La révision des Regesta Imperii est un projet de l'Académie des sciences et des lettres de Mayence (Akademie der Wissenschaften und der Literatur, AdW-Mainz) et du Groupe de travail Regesta Imperii de l'Institut des études médiévales de l'Académie autrichienne des sciences à Vienne.

## Source de traduction
- (de) Cet article est partiellement ou en totalité issu de l’article de Wikipédia en allemand intitulé « Regesta Imperii » (voir la liste des auteurs).
- Notices d'autorité :   - VIAF
  - BnF (données)
  - IdRef
  - GND
  - Vatican